# مشفى مانشستر الملكي
مشفى مانشستر الملكي (بالإنجليزية: Manchester Royal Infirmary)‏ هو مستشفى مقره مدينة مانشستر الإنجليزية.
أسس المشفى تشارلز وايت سنة 1752 في منزل صغير بوسط مانشستر، وكان آنذاك لا يضم إلا 12 سريرًا، وأُدخل أول مريض بالقسم الداخلي في 3 أغسطس من العام ذاته، وكان طفلًا في الثانية عشرة يعاني من قرحة في ساقه.
يتبع المستشفى حاليًا مدرسة طب جامعة مانشستر، ويختص في مجالات طب القلب وطب وجراحة الكلى وزراعة الكلى والبنكرياس، ويعالج في قسم الطوارئ به نحو 145 ألف مريض سنويًا، وقد أجرى فريق زراعة الأعضاء بالمشفى 317 عملية زراعة أعضاء في سنة 2015، وهو أكبر عدد من عمليات زراعة الأعضاء يُجرى في أي مركز جراحي بالمملكة المتحدة.

## أطباء بارزون
- جون تشارنلي: عمل جراحًا بالمشفى.
- هاري بلات: عمل معلمًا للتشريح بالمشفى بعد أن أنهى فترة عمله كطبيب مقيم وطبيب مسجل.

## وصلات خارجية
- الموقع الرسمي لمستشفيات وسط مانشستر (بالإنجليزية)